# 坪石天主教小學
坪石天主教小學（英語：Ping Shek Estate Catholic Primary School），位於九龍清水灣道10號，地址為觀塘坪石邨屋邨小學第一校舍，是香港一所天主教直屬學校和政府資助小學，創立於1969年。該校以「仁愛 堅毅」作為校訓。該校由1969年創校至2005年分為上、下午校，由2005年度開始轉為全日制學校。

## 校政管理

### 歷任校監
- 雷志遠 神父（1969年-？，創校校監）[2]
- 劉蘊遜 神父[3]
- 劉利賢 神父
- 林永基 神父[4]
- 杜一諾 神父
- 黃敏冰 女士

### 歷任校長

#### 上午校
- 黃潤鎏 先生（1969年-1974，創校校長）[2]
- 蔡念慈 先生（1974-2002年）[3][4]
- 陳國明 先生（2002年-2004年）[5]
- 蔡婉珠 女士（2004年-2005年，末任上午校校長）

#### 下午校
- 陳韻靜 女士（1970年-1988，創校校長）[6]
- 梁偉才 先生[7]（1988-1993年）
- 鍾名揮 先生（1993年-1997）[8]
- 蔡婉珠 女士（1997-2005年，末任下午校校長，最後一年兼任上午校校長）[9]

#### 全日
- 黎仕芳 先生（2005年-2010年，全日制首任校長）
- 陳淑儀 女士（2010年-2013年）
- 周凱恩 女士（2013年-2017年）
- 高翠萍 女士（2017年-2023年）
- 王娟香 女士（2023年起，現任校長）

### 歷任副校長
- 楊瑛瑜 女士
- 佘海潮 先生

## 使命
- 1.實踐天主教教育的核心價值，培育孩子建立正確的價值觀。
- 2.肩負傳揚福音使命，引導孩子，實踐基督的仁愛的精神。
- 3.發展孩子多元潛能，以堅毅精神面對人生的挑戰。
- 4.家校同心，攜手培育孩子的全人發展。

## 校舍
- 佔地面積： 約1200平方米[1]
- 課室數目： 24間[1]
- 校園設備： 操場、禮堂、圖書館、電腦室、校園電視台、舞蹈室、音樂室、學生活動室、輔導室、祈禱室、英語教學室、創世紀花園、天台農圃、科創教室

## 班級架構
- （2019-2020）小一：4班  小二：4班   小三：4班   小四：4班   小五：4班   小六：4班
- （2020-2021）小一：4班  小二：4班   小三：4班   小四：4班   小五：4班   小六：4班
- （2021-2022）小一：3班  小二：4班   小三：4班   小四：4班   小五：4班   小六：4班
- （2022-2023）小一：3班  小二：3班   小三：4班   小四：4班   小五：4班   小六：4班
- （2023-2024）小一：2班  小二：3班   小三：3班   小四：4班   小五：4班   小六：4班
- （2024-2025）小一：2班  小二：2班   小三：3班   小四：4班   小五：4班   小六：4班

## 歷史
- 2008年，獲優質教育基金撥款11萬元推展「運用新科技處理學校行政工作」計劃。
- 2008年暑期，進行校舍翻新工程，全校粉刷一次。
- 2010年5月13日舉行「40周年校慶綜藝晚會」。
- 2013年，首屆學生會成立。
- 2015年3月2日成立「坪石天主教小學法團校董會」。
- 2015年5月22日舉行「45周年校慶感恩祭」。
- 2018年7月，教育局公佈二零一七年度第五次校舍工作分配結果，坪石天主教小學獲分配使用前聖若瑟英文中學觀塘道校舍，新校舍面積、設施較現時校舍為大[10][11]。
- 2020年4月舉行「50周年校慶感恩祭」。
- 2020年11月，由於改建工程開支過高，加上技術上不再適宜用作校舍，政府決定撤回此校原先投得的聖若瑟英文中學舊校舍[12][13]。
- 2025年4月舉行「55周年校慶感恩祈禱會」。

## 電子學習
- 2008年，獲優質教育基金撥款17萬元，推展「建立遠程教室及廣播電視台-發展跨地、跨校、跨科遠程教學」計劃。[14]
- 2008年，設置第二個電腦教室。
- 2012年，於一、二年級課室設置互動電子白板。
- 2014-15年度，參與【三星智能教學體驗計劃(Samsung Smart School Citizenship Project)】推展電子學習(平板電腦)教學計劃。[15]
- 2015-16年度，加強學校的無線網絡基礎設施，於全校課室舖設WiFi網絡。[16]
- 2019-20年，因應疫情,推行BYOD自帶學習裝置計劃。全校超過半數學生備有平板電腦。
- 2021-23年，獲優質教育基金撥款160萬元, 推展「應用互動電子屏幕計劃」, 在所有課室安裝86吋互動電子屏幕。

## 校際比賽
- 2013-14年度，參加「香港青少年科技創新大賽」，學生姚心怡(作品:聰明鑰匙扣)獲小學組發明品一等獎。[17]
- 2014-15年度，參加【香港機械奧運會2015】，獲小學組機械人十二碼射球比賽亞軍。[18]
- 2014-15年度，參加【學習如此多紛 2015】「IT學與教」電子套件製作比賽，獲全場總冠軍。[19]
- 2018-19年度，參加【第六屆基本法多面體 - 全港小學生辯論比賽 - 總決賽】獲亞軍。[20]
- 2022-23年度，參加【第一屆 全港小學生 有機耕作比賽】獲4項金獎及最積極參與學校獎 [21]
- 2022-23年度，參加【第一屆「他」來自宇宙—太空種子種植體驗計劃】獲2項金獎 [22]

## 埠際比賽
- 2007-08年度，參加「第七屆香港校際網上實時辯論比賽暨埠際普通話及英文辯論比賽」獲小學埠際粵語組亞軍。[23]
- 2009-10年度，參加「第九屆香港校際網上實時埠際辯論比賽」獲小學埠際普通話組冠軍，學生凌穎兒獲總決賽「最佳辯論員」。[24]
- 2010-11年度，參加「第十屆香港校際網上實時埠際辯論比賽」獲小學埠際普通話組冠軍，學生羅欣獲總決賽「最佳辯論員」。
- 2013-14年度，學生姚心怡參加「第29屆全國青少年科技創新大賽」（小學組發明品）獲三等獎。[25]

## 社交媒體
- Facebook 專頁：//www.facebook.com/psecps/
- Youtube: https://www.youtube.com/@PSEC-jq4lt/featured （页面存档备份，存于）
- Instagram: https://instagram.com/psec_ps?igshid=NGVhN2U2NjQ0Yg==

## 著名/傑出校友
- 高潤鴻：香港粵劇界人物、香港靈宵劇團、金靈宵、青靈宵藝術總監、香港戲曲總會有限公司創立董事
- 劉錦玲：前香港女演員 (1979年)
- 王喜：香港著名男演員
- 朱兆基：前香港足球運動員
- 李慧琼：香港立法會議員 (1986年)
- 歐陽妙芝：香港模特兒
- 衛志豪：香港男藝人 (1988年)[26]
- 麥耀邦：前記者，現為著名婚姻介紹所配對公司「幸.匯」負責人(1989)
- 鍾澍佳：香港電視、電影製作人。

## 外部連結
- 坪石天主教小學網站（页面存档备份，存于）
- 《小學概覽2017》- 坪石天主教小學（页面存档备份，存于）
- 天主教香港教區 - 天主教教育事務處（页面存档备份，存于）